# 禢姓
禢又作褟，是一个罕见的汉字姓氏。分布于广西都安、上思、陆川县等地，台湾亦有分布。
明代凌迪知《万姓统谱》收录有禢明德、禢敏、禢昭、禢以仁四人。

## 延伸阅读
[在维基数据编辑]
 《欽定古今圖書集成·明倫彙編·氏族典·禢姓部》，出自陈梦雷《古今圖書集成》